# Marsdenia ecuadorensis
Marsdenia ecuadorensis là một loài thực vật có hoa trong họ La bố ma. Loài này được Morillo & Spellman mô tả khoa học đầu tiên năm 1976.